# جامع الفاروق (بيروت)
جامع الفاروق أو جامع رمل الزيدانيَّة أو جامع الزيدانيَّة هو أحد مساجد مدينة بيروت. يقع في محلَّة الزيدانيَّة بمنطقة المصيطبة، وهو مسجدٌ قديم يرجع إلى أواخر العصر العُثماني، وقد بُني بِمسعى نقيب الأشراف في بيروت الشيخ عبد الرحمٰن الحوت لِخدمة المُسلمين الذين أخذوا يعمرون المنطقة آنذاك. يغلب الظن أنَّ من أوقف الأرض التي بُني عليها هذا المسجد كان الحاج مُحمَّد مُصطفى البوتاري، وأشرف على البناء وجمع التبرُّعات من المُحسنين الشيخان طٰه النُصولي وعبد الرحمٰن الحوت، وبوشر العمل سنة 1308هـ المُوافقة لِسنة 1890م. ذكر الشيخ عبد الباسط الأُنسي في كتاب «دليل بيروت» سنة 1327هـ المُوافقة لِسنة 1909م، أنَّ البناء الفعلي للمسجد لم يبدأ إلَّا قبل نحو سنة من تاريخ إصدار كتابه المذكور: «جَامِع الزَيدَانِيَّة: وَاقِعٌ شِمَالِي الرَّمْل بِمَحَلِّه الزَيدَانِيَّة. وَقَدْ شُرَعَ بِتَعْمِيرِه مُنْذُ سَنَةٍ تَقْرِيبًا وَهُوَ عَلَى شَكْلِ جَامِع القِنطَارِيّ وَنَفَقَاتِه مِنْ أَهْلِ الْخَيْرِ أَيْضًا، وَهُوَ الْآنَ عَلَى أُهْبَةِ التَّمَام». وكان يُلاصق المسجد من الجهة الغربيَّة مدرسة «تهذيب الفتاة» لِتعليم الأُميين بِإشراف جمعيَّة السيرة النبويَّة.
وفي سنة 1385هـ المُوافقة لِسنة 1965م، أخلت مُديريَّة الأوقاف الإسلاميَّة الدكاكين التي كانت قائمة مُقابل المسجد، ثُمَّ هدمتها وجعلت واجهة ومدخل الجامع الحالي مكانها، وتبرَّع بِنفقات الترميم التي بلغت قُرابة اثنا عشر ألف ليرة لُبنانيَّة الحاج أنور البلعة.
ونظرًا لِتزايُد عدد السُكَّان في محلَّة الزيدانيَّة، ازدادت الحاجة لِتوسعة المسجد وإبراز دوره ورسالته، فتقرَّر الشُرُوع بِتوسعته وتحويله لِمركزٍ إسلاميٍّ لِخدمة المُلسمين ونشر رسالة الإسلام. وفي سنة 1981م كلَّف مُفتي الجُمهُوريَّة اللُبنانيَّة الشيخ حسن خالد لجنةً قوامها الحاج عُمر عبد القادر غندور، وخضر سليم عضاضة، وعدنان حسن مكِّي، ونبيه محمود الصيداني، ووليد مُحمَّد بساتنة، بالعمل على تجديد المسجد، وأوكل إلى المُهندس الدكتور يحيى عبَّاس وضع التصاميم، وتبرَّعت المملكة العربيَّة السعوديَّة بِمبلغٍ من المال دعمًا لِلمشروع. وعلى الرُغم من مُباشرة أعمال البناء لكنَّها تأخَّرت بسبب أحدث الحرب الأهليَّة اللُبنانيَّة، خاصَّةً الاجتياح الإسرائيلي لِبيروت سنة 1982م. افتُتح المسجد بِحُلَّته الجديدة في أوَّل شهر رمضان سنة 1411هـ المُوافقة لِسنة 1991م، وبلغت مساحته 1,556 متر مُربَّع، لِيُصبح أحد أكبر مساجد بيروت إلى جانب المسجد العُمري الكبير وجامع مُحمَّد الأمين (الذي بُني بعد قُرابة اثنيّ عشر سنة).
تألَّف المسجد الجديد من ثلاثة طوابق: طابقين علويين وطابقٌ سُفليّ، أُضيف إليه طابقٌ تحت الأرض سنة 2001م، إضافةً لِمصعد وسُلَّم مُتحرِّك على نفقة رئيس مجلس الوُزراء رفيق الحريري، تسهيلًا على كبار السن والمرضى وذوي الاحتياجات الخاصَّة، وكانت تلك الإضافة حينذاك خُطوةً نوعيَّةً أولى وغير مسبوقة في مساجد بيروت. صُمِّم محراب المسجد بِأشكالٍ هندسيَّةٍ وزخارف من الرُّخام، ونُقشت على الجُدران كتابات بِاللونين الذهبي والأزرق. وأُلحقت بالمسجد مكتبة تُعرف بِـ«مكتبة عُلُوم الإسلام» وقاعة لِلنشاطات الاجتماعيَّة ومدرسةٌ لِتحفيظ القُرآن.